# Johann Ludwig Bach
|  | Per a altres significats, vegeu «Bach (desambiguació)». |

Johann Ludwig Bach   (Thal, c. 4 de febrer de 1677 (Julià) - Meiningen, 1731 (<1 de maig de 1731)) fou un organista i compositor alemany, conegut com a "Bach de Meiningen".

## Biografia
Fou fill de Jacob Bach. De 1688 a 1693 Johann Ludwig va assistir a l'escola secundària a Gotha, des de 1699 va treballar com a "Hoboist and Laquay" a la cort de Meiningen, aquí probablement va rebre més lliçons de composició del Kapellmeister Georg Caspar Schürmann. Des de 1703 va exercir de cantor i professor de patges. L'octubre de 1706, Bach va sol·licitar en va el càrrec de cantor a la Georgenkirche d'Eisenach, que abans havia estat ocupada per Andreas Christian Dedekind. A partir de 1711 va dirigir la Meininger Hofkapelle com a mestre de capella, després d'haver estat ja “Inspector de Capell” des de 1709, com a tal s'encarregava de gestionar els instruments i compondre obres profanes.
Fou pare de Gottlieb Friedrich Bach (pintor i organista, 1714-1785) i de Samuel Anton Bach (organista, 1713-1781).

## Obres
Les seves obres es caracteritzen per la fusió dels estil alemany i italià.
- 18 cantates (4 copiades per Johann Sebastian Bach i interpretades en Leipzig en 1726)
- 15 motets
- 4 misses. (la missa en Sol major copiada en part per Johann Sebastian Bach)
- 1 magníficat a 8
- Trauermusik per a la mort del duc Ernesto Lluís I de Saxònia-Meiningen (1724)
- Suite en Sol major per a orquestra (1715)
- 1 passió (1713) (perduda)

Una de les seves cantates, "Denn du wirst meine Seele..." ("Perquè tu no deixaràs que la meva ànima...") fou inicialment atribuïda a Johann Sebastian en el catàleg BWV (BWV 15).